# Eucrada humeralis
Eucrada humeralis är en skalbaggsart som först beskrevs av Melsheimer 1846.  Eucrada humeralis ingår i släktet Eucrada och familjen trägnagare. Inga underarter finns listade i Catalogue of Life.